# 線紋紋胸鮡
線紋紋胸鮡，為輻鰭魚綱鯰形目鮡科的其中一種，為熱帶淡水魚類，分布於亞洲印度西孟加拉邦Raidak河流域，體長可達11.9分，棲息在底層水域，生活習性不明。

## 扩展阅读
維基物種上的相關：線紋紋胸鮡